# Parker Dresser Cramer
Parker Dresser Cramer (Lafayette, 1896. március 16. – Atlanti-óceán, 1936. február)  amerikai pilóta, a távolságrepülés egyik úttörője.

## Életpálya
1922-től légiposta szolgálatot teljesített. Az Egyesült Államok negyedik engedéllyel rendelkező pilótája.

## Távolságrepülés
1928. augusztus 16-án Bockford (Chicago) repülőteréről Bert Raymond John Hassell társaságában indult Grönland irányába. Tervük szerint Kanada – Grönland – Izland útvonalon kívánták elérni Európát. A Convair amerikai repülőgépgyártó vállalat Stinson egyfedelű könnyű gépével indultak programjuk teljesítésére. A 2. 2600 kilométeres szakasz célpontja a grönlandi Söndre Strömfjord jegén állomásozó michigani egyetem kutatóbázisa. Felszállás után rádióadójuk elromlott, céljuk közelébe sűrű ködbe kerültek, semmit sem láttak. Iránytűjük az Északi-sark mágneses hatására veszedelmesen kitért irányából. Eltévedtek, az üzemanyag elfogyott, le kellett szállni. Landoláskor a repülőgép bukfencezett egyet és orrával belefúródott a hóba. Gyalogosan indultak megkeresni a bázist. Két napra tervezett út 14 napig tartott, amikor eszkimó-csónakok felvették és a táborba vitték őket. Repülőgépüket 1968-ban megtalálták és az Északi-sark múzeumába szállították.
Távolságrepülési tervének teljesítésére újabb kísérletet tett. Gépével Kanadában kényszerleszállást hajtott végre. 1932-ben harmadik kísérletére került sor. Paquett nevű társával már közel jártak céljukhoz, amikor a repülőgép motorja felmondta a szolgálatot, a Norvég-tengerbe zuhantak, életüket vesztették.

## Szakmai sikerek
Tiszteletére repülőteret neveztek el róla.

## Külső hivatkozások
- Parker Dresser Cramer. 0catch.com. [2011. szeptember 28-i dátummal az eredetiből archiválva]. (Hozzáférés: 2014. március 9.)
- Parker Dresser Cramer. verizon.net. [2014. március 9-i dátummal az eredetiből archiválva]. (Hozzáférés: 2014. március 9.)